# Berezivka, Volodarsk-Volînskîi
Berezivka (în ucraineană Березівка) este localitatea de reședință a comunei Berezivka din raionul Volodarsk-Volînskîi, regiunea Jîtomîr, Ucraina.

## Demografie
Componența lingvistică a localității Berezivka
     Ucraineană (98,21%)
     Rusă (1,79%)
Conform recensământului din 2001, majoritatea populației localității Berezivka era vorbitoare de ucraineană (98,21%), existând în minoritate și vorbitori de rusă (1,79%).